# Staffetta 4×200 metri
La staffetta 4×200 metri, nota anche come staffetta 4×1 giro nelle gare indoor, è una specialità sia maschile che femminile dell'atletica leggera, ratificata dalla World Athletics sia per le gare outdoor che indoor.
In questa disciplina, ciascuno dei quattro atleti per squadra deve percorrere 200 metri, per un totale di 800 metri. Nelle piste outdoor ogni frazionista deve compiere mezzo giro (in quanto la pista è di 400 metri); invece, qualora si dovesse correre su pista indoor ciascuna frazione di 200 metri equivale ad un giro di pista.

## Record

### Maschili
Statistiche aggiornate al 23 settembre 2021.
|                             | Tempo   | Atleta                    | Luogo      | Data              |
| --------------------------- | ------- | ------------------------- | ---------- | ----------------- |
| Record mondiale             | 1'18"63 | Giamaica                  | Nassau     | 24 maggio 2014    |
| Record africano             | 1'20"42 | Sudafrica                 | Yokohama   | 12 maggio 2019    |
| Record asiatico             | 1'20"83 | Rappresentativa Shandong  | Xi'an      | 23 settembre 2021 |
| Record asiatico             | 1'20"83 | Rappresentativa Guangdong | Xi'an      | 23 settembre 2021 |
| Record europeo              | 1'20"66 | Francia                   | Nassau     | 24 maggio 2014    |
| Record nord-centroamericano | 1'18"63 | Giamaica                  | Nassau     | 24 maggio 2014    |
| Record oceaniano            | 1'23"04 | Australia                 | Sydney     | 6 dicembre 1998   |
| Record sudamericano         | 1'24"42 | Guyana                    | Filadelfia | 25 aprile 2015    |

### Femminili
Statistiche aggiornate al 28 febbraio 2021.
|                             | Tempo    | Atleta                    | Luogo      | Data            |
| --------------------------- | -------- | ------------------------- | ---------- | --------------- |
| Record mondiale             | 1'27"46  | Stati Uniti "Blue"        | Filadelfia | 29 aprile 2000  |
| Record africano             | 1'30"52  | Nigeria                   | Nassau     | 2 maggio 2015   |
| Record asiatico             | 1'32"76  | Cina                      | Yokohama   | 12 maggio 2019  |
| Record europeo              | 1'28"15  | Germania Est              | Jena       | 9 agosto 1980   |
| Record nord-centroamericano | 1'27"46  | Stati Uniti "Blue"        | Filadelfia | 29 aprile 2000  |
| Record oceaniano            | 1'32"6 m | Australia / Nuova Zelanda | Brisbane   | 25 gennaio 1976 |
| Record sudamericano         | 1'35"91  | Ecuador                   | Yokohama   | 12 maggio 2019  |

### Maschili indoor
Statistiche aggiornate al 28 febbraio 2021.
|                             | Tempo   | Atleta                      | Luogo   | Data            |
| --------------------------- | ------- | --------------------------- | ------- | --------------- |
| Record mondiale             | 1'22"11 | Gran Bretagna               | Glasgow | 3 marzo 1991    |
| Record asiatico             | 1'26"70 | Rappr. regione di Karaganda | Öskemen | 15 gennaio 2018 |
| Record europeo              | 1'22"11 | Gran Bretagna               | Glasgow | 3 marzo 1991    |
| Record nord-centroamericano | 1'22"71 | Stati Uniti                 | Glasgow | 3 marzo 1991    |

### Femminili indoor
Statistiche aggiornate al 28 febbraio 2021.
|                             | Tempo   | Atleta                     | Luogo     | Data             |
| --------------------------- | ------- | -------------------------- | --------- | ---------------- |
| Record mondiale             | 1'32"41 | Russia                     | Glasgow   | 29 gennaio 2005  |
| Record asiatico             | 1'36"40 | Rappresentativa Almaty     | Öskemen   | 11 febbraio 2017 |
| Record europeo              | 1'32"41 | Russia                     | Glasgow   | 29 gennaio 2005  |
| Record nord-centroamericano | 1'32"67 | Stati Uniti                | New York  | 27 gennaio 2018  |
| Record oceaniano            | 1'42"34 | Marybyrnong Sports Academy | Pocatello | 18 febbraio 2017 |

Legenda:
: record mondiale
: record africano
: record asiatico
: record europeo
: record nord-centroamericano e caraibico
: record oceaniano
: record sudamericano

## Migliori prestazioni

### Maschili outdoor
Statistiche aggiornate al 14 marzo 2023.
|     | Tempo   | Atleta                  | Luogo       | Data           |
| --- | ------- | ----------------------- | ----------- | -------------- |
| 1.  | 1'18"63 | Giamaica                | Nassau      | 24 maggio 2014 |
| 2.  | 1'18"68 | Santa Monica Track Club | Walnut      | 17 aprile 1994 |
| 3.  | 1'19"10 | World All-Stars         | Walnut      | 17 aprile 1994 |
| 4.  | 1'19"11 | Santa Monica Track Club | Filadelfia  | 23 aprile 1992 |
| 5.  | 1'19"16 | United States "Red"     | Filadelfia  | 26 aprile 2003 |
| 6.  | 1'19"20 | Canada                  | Gainesville | 2 aprile 2016  |
| 7.  | 1'19"38 | Santa Monica Track Club | Coblenza    | 23 agosto 1989 |
| 8.  | 1'19"39 | Stati Uniti "Blue"      | Filadelfia  | 28 aprile 2001 |
| 9.  | 1'19"42 | Canada                  | Nassau      | 23 aprile 2017 |
| 10. | 1'19"45 | Santa Monica Track Club | Filadelfia  | 27 aprile 1991 |

### Femminili outdoor
Statistiche aggiornate al 2 aprile 2023.
|     | Tempo   | Atleta                | Luogo       | Data           |
| --- | ------- | --------------------- | ----------- | -------------- |
| 1.  | 1'27"46 | Stati Uniti "Blue"    | Filadelfia  | 29 aprile 2000 |
| 2.  | 1'28"05 | Texas                 | Austin      | 1º aprile 2023 |
| 3.  | 1'28"15 | Germania Est          | Jena        | 9 agosto 1980  |
| 4.  | 1'28"77 | Tumbleweed Track Club | Gainesville | 1º aprile 2017 |
| 4.  | 1'28"77 | Pure Athletics        | Gainesville | 31 marzo 2018  |
| 6.  | 1'28"78 | Oregon                | Gainesville | 1º aprile 2017 |
| 7.  | 1'29"03 | Texas                 | Austin      | 26 marzo 2022  |
| 8.  | 1'29"04 | Giamaica              | Nassau      | 22 aprile 2017 |
| 9.  | 1'29"24 | Nike                  | Filadelfia  | 25 aprile 1998 |
| 10. | 1'29"25 | Pure Athletics        | Gainesville | 30 marzo 2019  |

### Maschili indoor
Statistiche aggiornate al 14 marzo 2023.
|     | Tempo   | Atleta             | Luogo      | Data             |
| --- | ------- | ------------------ | ---------- | ---------------- |
| 1.  | 1'22"11 | Gran Bretagna      | Glasgow    | 3 marzo 1991     |
| 2.  | 1'22"32 | Italia             | Torino     | 11 febbraio 1984 |
| 3.  | 1'22"71 | Stati Uniti        | Glasgow    | 3 marzo 1991     |
| 4.  | 1'22"89 | Gran Bretagna      | Glasgow    | 23 febbraio 1990 |
| 5.  | 1'23"04 | Russia             | Glasgow    | 30 gennaio 1993  |
| 6.  | 1'23"26 | Russia             | Glasgow    | 29 gennaio 1994  |
| 7.  | 1'23"46 | Gran Bretagna      | Glasgow    | 28 gennaio 1989  |
| 8.  | 1'23"51 | TV Wattenscheid 01 | Lipsia     | 23 febbraio 2014 |
| 9.  | 1'23"56 | Gran Bretagna      | Birmingham | 13 febbraio 1993 |
| 10. | 1'23"79 | Stati Uniti        | Birmingham | 13 febbraio 1993 |

### Femminili indoor
Statistiche aggiornate al 14 marzo 2023.
|     | Tempo   | Atleta              | Luogo     | Data             |
| --- | ------- | ------------------- | --------- | ---------------- |
| 1.  | 1'32"41 | Russia              | Glasgow   | 29 gennaio 2005  |
| 2.  | 1'32"55 | SC Eintracht Hamm   | Dortmund  | 20 febbraio 1988 |
| 2.  | 1'32"55 | LG Olympia Dortmund | Karlsruhe | 21 febbraio 1999 |
| 4.  | 1'32"57 | LG Olympia Dortmund | Dortmund  | 25 febbraio 2001 |
| 5.  | 1'32"64 | LG Olympia Dortmund | Dortmund  | 30 gennaio 2000  |
| 6.  | 1'32"67 | Stati Uniti         | New York  | 27 gennaio 2018  |
| 7.  | 1'32"88 | LG Olympia Dortmund | Dortmund  | 13 febbraio 1999 |
| 8.  | 1'33"18 | LG Olympia Dortmund | Karlsruhe | 20 febbraio 1999 |
| 9.  | 1'33"24 | Stati Uniti         | Glasgow   | 12 febbraio 1994 |
| 10. | 1'33"33 | Russia              | Glasgow   | 29 gennaio 1994  |